# 勝羅幸翔
勝羅 幸翔（かつら ゆう）は、ジャパンラグビーリーグワンに参戦するレッドハリケーンズ大阪に所属している特別選手。プレイヤーナンバーは17。

## 概要
出典：
レッドハリケーンズ大阪が参画する長期療養児の自立支援事業「TEAMMATES」にもとづく、特別選手。2024年10月2日に入団発表した（当時小学校2年生）。同事業での特別選手の入団は3人目となる。
レッドハリケーンズ大阪での背番号は17。好きなラグビー選手は「お父さん」。

## TEAMMATES
出典：
「TEAMMATES」は、認定NPO法人Being ALIVE Japan（2015年4月創立）が企画・運営する、長期療養児のスポーツチーム入団事業事業。
チームとの繋がりと経験を通して、以下の支援が行われる。
- 長期入院を経たこどもが退院・復学する過程の支援
- 長期的に治療・療養を必要とするこどもの身体面・心理面・社会面の自立支援
- 地域社会の中に長期療養中の子供と家族を支えるコミュニティ創出への支援